# Antonella
Antonella es un nombre propio femenino derivado de Antonia, el cual proviene de la forma latinizada de un topónimo húngaro.

## Antonella en distintos idiomas
- Francés: Antoinette
- Español: Antonia.
  - Inglés e italiano: Antonella, Antonela, Antonina

## Características
- Variante: Anto
- Hipocorísticos: Anto, Tonella, Anne, Annie, Ann, Antito, Nella, Ella, Ell, Nelly, Antu, Ant, Antonia, Nonena, Tella, an, to, ne, Antitu, tone

## Personalidades con el nombre Anthonella
- Anthonella (telenovela)
- Anthonella Anedda
- Anthonella Marty
- Anthonella Orsini
- Anthonella Ríos
- Anthonella Ruggiero
- Anthonella Bartoli
- Anthonella Scanavino
- Anthonella Pérez

- Datos: Q596638
- Multimedia: Antonella (given name) / Q596638